# 2. Husaren-Regiment (Hessen–Kassel)
Das 2. Husaren-Regiment war ein von 1706 bis 1866 in der Landgrafschaft Hessen-Kassel und im Kurfürstentum Hessen (kurhessische Armee) bestehender Kavallerieverband. Das Regiment wurde mehrfach umgegliedert und führte unterschiedliche Namen.

## Geschichte
Im Jahr 1706 wurde eine Kompanie mit 54 Pferden errichtet und diese nachher auf 108 Pferde verstärkt. Aber im Jahr 1710 wurden die Truppen zum Leib-Dragoner-Regiment und dem Karabinier-Regiment (Spiegel) gegeben. Im Zweiten Schlesischen Krieg wurde 1744 es in Bayern als ein Husaren-Korps mit 64 Pferden neu errichtet. Das Korps wurde zum Siebenjährigen Krieg im Jahr 1756 auf bis zu 4 Eskadrons verstärkt und am Ende des Krieges 1763 wieder auf eine Eskadron reduziert.
Aber im Jahr 1786 wurde es durch die Hessen-Hanauische Eskadron auf zwei Eskadrons verstärkt und 1787 mit einer dritten neu geworbenen Eskadron verstärkt. Es erhielt den Namen Husaren-Regiment. Noch im Jahr 1803 wurde das Regiment von Kurfürst Wilhelm I. durch zwei weitere Eskadrons verstärkt. Im Mai des Jahres 1806 erhielt es den Namen Prinz zu Solms. Im August desselben Jahres aber erhielt der Generalmajor Prinz zu Solms seine Demission. Daher erhielt das Regiment wieder den Namen Husaren-Regiment und bestand weiter bis zum 1. November 1806.
Während der Franzosenzeit wurde 1809 eine Eskadron in Böhmen neu errichtet, aber am Ende des Fünften Koalitionskriegs wieder aufgelöst.
Mit dem Beginn der Befreiungskriege im Jahr 1813 wurde das Regiment mit vier Eskadrons neu errichtet. Am 1. Mai 1821 wurde es in Erstes Husaren-Regiment umbenannt und im gleichen Jahr durch die Garde-Husaren aus der Garde du Corps ergänzt. 1832 wurde das 1. Husaren-Regiment mit dem 2. Husaren-Regiment zusammengelegt. Das neue Regiment kam als 2. Division zum Leib-Dragoner-Regiment. Aber schon 1840 wurde es dann als 2. Dragoner-Regiment herausgelöst. 1845 wurde das Regiment dann wieder zu einem Husaren-Regiment reorganisiert und zum 2. Husaren-Regiment ernannt.
1866, nach der Annexion Kurhessens durch Preußen, wurden Mitglieder des Regiments in verschiedene Husaren- und Dragoner-Regimenter der preußischen Armee übernommen.

## Gefechtskalender
- Spanischer Erbfolgekrieg

1706 bis 1710 u. a. Schlacht bei Oudenaarde
- Österreichischer Erbfolgekrieg

1744 bis 1748 kämpfe in Bayern und in den Niederlanden (1746 Dienst in Schottland)
- Siebenjähriger Krieg

Von 1757 bis 1763 hat es an allen Feldzügen auf dem Westlichen Schlachtfeld teilgenommen: 1758 Sandershausen, Witzenhausen  – 1759 Friedewald, Depoltshof, Fürstenberg, Coesfeld, Lütgen-Dortmund – 1760 Warburg, Kloster Kampen – 1761 Küstelberg , Neukirchen, Unna , Kloster Hardehausen  – 1762 Hedemünden, Lutterberg, Höxter
- Rheinkampage

1792 bei dem von Wilhelm I. als damaligem Landgrafen Wilhelm IX. in Lothringen und in der Champagne persönlich geführten Corps auch bei der Einnahme von Frankfurt am Main.
1793 in dem Feldzuge am Rhein wo unter andern das Regiment eins der ersten war das in den eroberten Weißenburger Linien festsetzte. Er kämpfte auch in den hitzigen Gefechten bei Weiler, Bingen, Jockrim und Niederbrunn.
- Fünfter Koalitionskrieg

1809 wurde in Böhmen eine Eskadron neu errichtete, die an den Feldzügen in Sachsen und im Baireuthischen teilnahm.
- Befreiungskriege

1814 kämpfte das Regiment unter dem persönlichen Oberbefehl des Kurprinzen (nachmaligen Kurfürsten Wilhelm II.). Es hatte Anteil an den Belagerungen der Festungen Luxemburg, Thionville und Longwy und nach der Rückkehr Napoleons 1815 an der Einnahme von Sedan, der Erstürmung von Charleville, der Einnahme von Rheims, der Belagerung und Einnahme von Mezieres sowie an Belagerung von Givet.
- Erster Schleswig-Holsteinischer Krieg

1849 im Krieg gegen Dänemark nahmen drei Eskadrons des Regiments teil, an dem Feldzug in Schleswig und Jütland.

## Inhaber
- 1803 Kurfürst Wilhelm I.
- Mai 1806 Generalmajor Prinz Wilhelm Heinrich Kasimir zu Solms-Braunfels (1765–1852), im August desselben Jahres dimittiert[2]
- 1806 im August übernahm Kurfürst Wilhelm I. das Regiment wieder als Chef
- 1821–1841 vakant
- 1841 Herzog Bernhard von Sachsen-Meiningen

### Kommandeure
| 1706          | Major Paul de Bamfy                                                         | am 30. Dezember 1710 versetzt in das Dragonerregiment Erbprinz                                                       |
| 1710 bis 1743 | vacant                                                                      | |
| 1744          | Rittmeister Freiherr Charles d'Aulnay                                       | Dimittirt |
| 1752          | Rittmeister Carl Wilhelm Salomon von Schlotheim                             | Versetzt als Oberstleutnant, später Generalleutnant                                                                  |
| 1759          | Major Graf Karl Friedrich Schlitz genannt von Görz                          | 1761 Trat in Dänische Dienste                                                                                        |
| 1762          | Oberstleutnant Johann Ludwig von Gräffendorf                                | Versetzt als Oberst                                                                                                  |
| 1763          | Major Georg von Dalwigk                                                     | Versetzt als Oberst                                                                                                  |
| 1776          | Major Johann Justus Schreiber                                               | Versetzt als Generalmajor                                                                                            |
| 1799          | Oberst Prinz Wilhelm Heinrich Kasimir zu Solms-Braunfels                    | Generalmajor, im Mai 1806 Chef des Regiments                                                                         |
| 1806          | Oberst Ernst Wilhelm von Schlotheim                                         | Trat in Kaiserlich Österreichische Dienste                                                                           |
| 1813          | Oberstleutnant Ernst Scheffer                                               | nachher Oberst 1821 als Brigadier der Kavallerie versetzt                                                            |
| 1821          | Major Karl Ludwig von Mansbach                                              | zuletzt Oberst, 1832 versetzt                                                                                        |
| 1841          | Oberstleutnant Georg Heinrich Heusinger von Waldegge                        | ad interim, 1842 versetzt                                                                                            |
| 1842          | Oberst und Generaladjutant Wilhelm Burghard (Rüppel) von Helmschwerd        | Versetzt, zuletzt Generalleutnant                                                                                    |
| 1843          | Major August Mauritius                                                      | nachher Oberstleutnant, mit dem Kommando beauftragt                                                                  |
| 1845          | Oberst Karl Philipp Wilhelm von Ochs                                        | Als Generalmajor und Chef des Generalstabs versetzt                                                                  |
| 1846          | Oberstleutenant Mauritius                                                   | ad interim später definitiv 1849 in Pension                                                                          |
| 1850          | Oberstleutenant Johann Adam Ludwig von Ochs                                 | beauftragt, Nahm seinen Abschied                                                                                     |
| 1850          | Oberstleutenant Albrecht von Bardeleben                                     | beauftragt, 1851 ad interim, 1852 definitiv und zum Oberst befördert, als Kommandeur der Kavallerie-Brigade versetzt |
| 1854          | Oberstleutenant Heinrich August Ludwig Schenk zu Schweinsberg               | ad interim in demselben Jahre definitiv, 1855 Oberst, als Generalmajor und Kommandant nach Kassel versetzt           |
| 1859          | Oberstleutenant und Flügeladjutant Heinrich Friedrich Ludwig von Biedenfeld | mit dem Regimentskommando beauftragt, 1860 definitiv, 1863 Oberst                                                    |